# Estrada do vagão de Beale

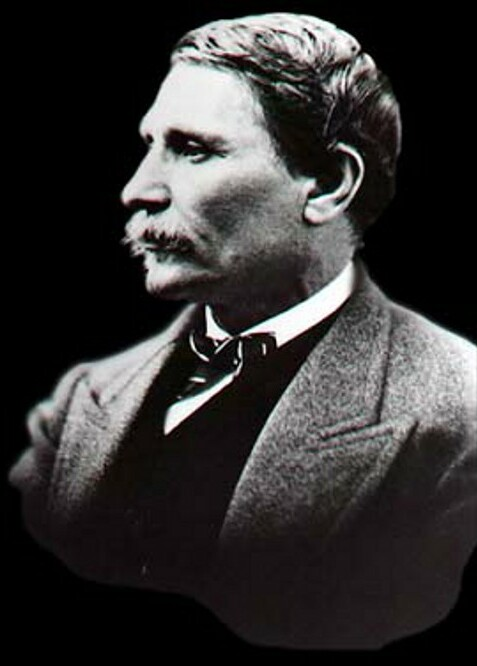
Edward Fitzgerald Beale (1822−1893)

Em outubro de 1857, uma expedição liderada por Edward Fitzgerald Beale foi encarregada de estabelecer uma rota comercial ao longo do paralelo 35 de Fort Smith, Arkansas a Los Angeles, Califórnia. A trilha do vagão começou em Fort Smith e continuou pelo território do Novo México até Fort Defiance. Ele então continuou a oeste pelo norte do Arizona até Beale Spring, perto da moderna Kingman e Sitgreaves Pass antes de atravessar o Rio Colorado. O local onde Beale cruzou o rio do Arizona para a Califórnia, rio acima de Needles, Califórnia , ficou conhecido como Travessia de Beale. A rota de Beale continuou a oeste através do Sul da Califórnia, de onde a estrada de Beale cruzou o rio Colorado, através do Deserto de Mojave ao longo das rotas da Trilha Mojave e Trilha Espanhola Antiga até o rio Mojave, onde atravessava a Estrada Mórmon que levava a Los Angeles, depois cruzava o deserto ocidental de Mojave até Fort Tejon e a Estrada Stockton-Los Angeles, e o menos percorrido El Camino Viejo, que levou às partes do norte da Califórnia através do Vale de San Joaquin.

## Antecedentes

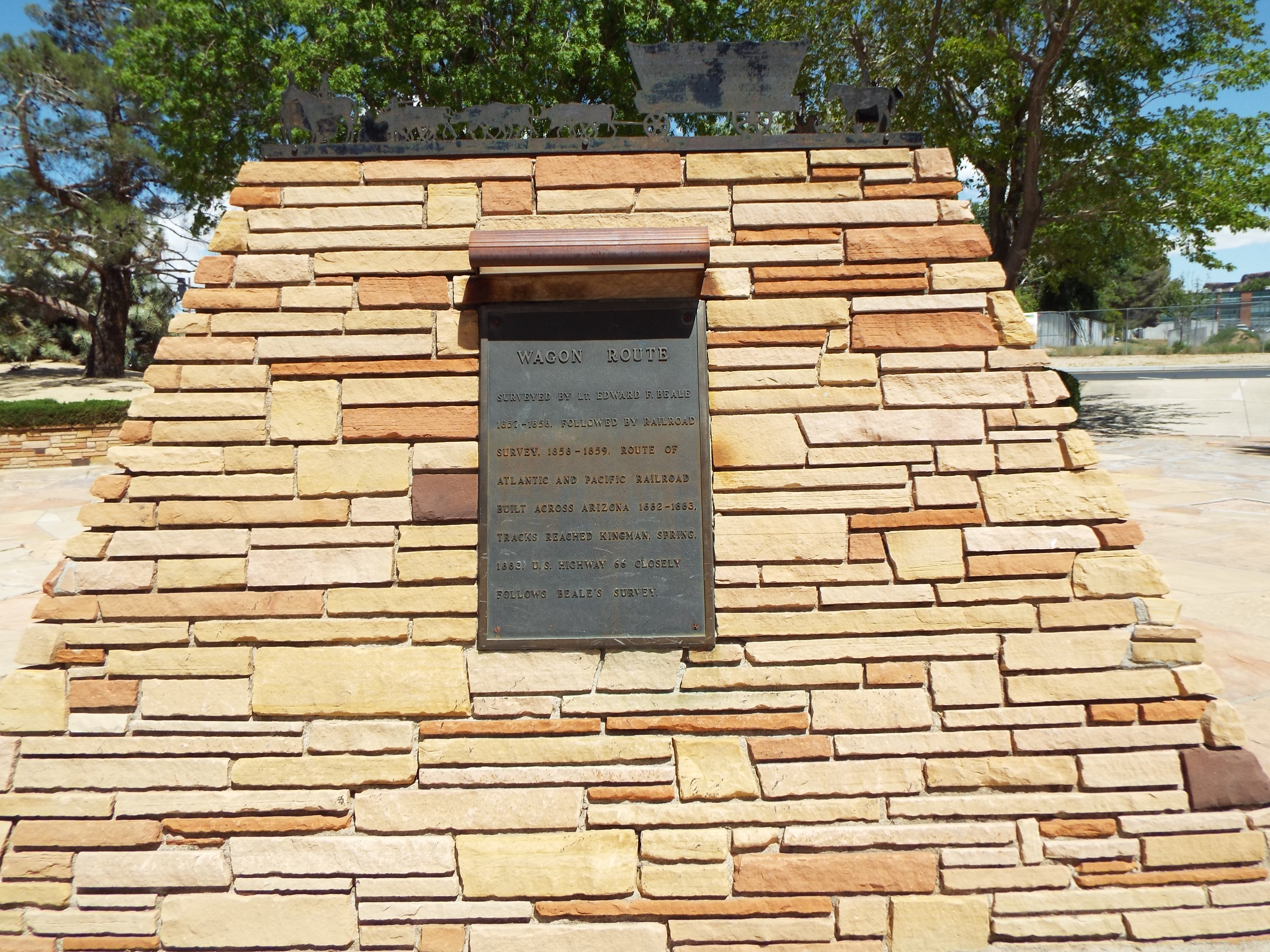
Marcador de estrada Beale Wagon em Kingman

Beale descreveu a rota: "É a mais curta de nossa fronteira oeste por 480 quilômetros, estando quase diretamente a oeste. É o nível mais alto: nossos vagões fazem dupla formação dupla uma vez em toda a distância, e isso a uma curta distância." colina e sobre uma superfície até então ininterrupta por rodas ou trilha de qualquer tipo.É bem regada: nossa maior distância sem água é de 32 km.É bem arborizada e, em muitos lugares, o crescimento está muito além da de qualquer parte do mundo que já vi. Tem um clima temperado, passando em grande parte por uma região elevada. É salubre: nenhum de nosso grupo exige a menor assistência médica desde a época de nossa partindo para a nossa chegada ... Atravessa o grande deserto (que deve ser atravessado por qualquer estrada para a Califórnia) em seu ponto mais estreito". A estrada Wagon de Beale acabaria sendo substituída pela ferrovia no início da década de 1880, depois pela US Route 66 em 1926 e pela Interestadual 40 em 1978.

## Recomendações de Beale
Após sua pesquisa inicial da estrada, EF Beale foi a Washington, D.C., para fazer recomendações aos membros do Congresso e do Departamento de Guerra :
Considero o estabelecimento de um posto militar no rio Colorado uma necessidade indispensável para o emigrante nessa estrada; pois, embora os índios que vivem nas ricas pradarias sejam agrícolas e, consequentemente, pacíficos, são muito numerosos, tanto que contamos 800 homens em torno de nosso acampamento no segundo dia após nossa chegada às margens do rio. A tentação de grupos de emigrantes dispersos com suas famílias e a confusão de equipes inexperientes, transportando um rio tão amplo e rápido com seus vagões e famílias, ofereceriam uma tentação forte demais para os índios resistirem.
Beale sugeriu que, além de um forte militar, a rota também necessitava de pontes e represas para garantir uma viagem segura e fornecer um suprimento de água confiável; ele solicitou US$ 100.000 para financiar as melhorias.